# Erwin Vaca Pereyra
Erwin Vaca Pereyra nació en la ciudad de Santa Cruz de la Sierra el 27 de noviembre de 1946. Hijo de Casiano Vaca Pereyra y Rosa Alba Zabala.
A la edad de 12 años, aprendió a tocar la armónica en el pueblo de Charagua, bajo la dirección de su primo Elvio Suárez.
Empezó actuando en público por el año 1959, junto al profesor Adhemar Valdez y Luis Descarpontriez, principalmente en las veladas efectuadas en el escenario de la Parroquia de San Andrés.

## Carrera musical
- El año 1960, forma el conjunto "Los Cuban Boys Serenaide", integrado por:

- Ronald Montero (vocalista)

- Adhemar Valdez (violín)

- Luis Descarpontriez (violín)

- Lorgio Vaca (maraca y percusión)

- Erwin Vaca Pereira (armónica)

- Su repertório era de temas nacionales e internacionales.

Por el año 1960, apareció en el ambiente internacional un intérprete de la armónica: Fred Williams, que vino a Santa Cruz y acompañó en sus presentaciones a Gladys Moreno, ocasión que el radialista Lolo araúz, se lo presentó a Erwin Vaca Pereira. Desde esa época el estilo brasileño influyó en la personalidad artística de Erwin.
El año 1963 se forma el trío "Los Románticos" integrado por:
Hugo Flores Salvador, Jorge Haddad y Erwin Vaca Pereira, actuando en radio Amboró, Centenario y otras. Luego el año 1965 actúa con Mario Lichtenstein y Jorge Nazrala.
El año 1967, con Armando Terceros en Radio Grigotá en el programa "Cancionero de Juventud" y luego en radio Amboró en el programa musical "El Caballero de la Canción". Como corolario de todo este trabajo, graban a fines de 1967 dos discos E.P. en sello "Lyra" con temas inéditos, de Armando Terceros.
El año 1970 integra el conjunto "Los 7 Amigos", actuando en radio Amboró todos los domingos, y también en algunos locales respetables.
Por el año 1984 ingresa al conjunto "Los Aguilillos" junto a:
- José René Moreno (guitarra)

- Ernesto Irioyen (bombo)

- Elioro Alba (guitarra)

- Chichita Vega (canto)

- Noél Alderete (guitarra)

- Fito Weise (flauta).

- Luego el año 1985 organiza el grupo "Santa Cruz 2000" junto a:

- Robin Mendoza (batería)

- Pablo Orellana (bajo)

- China Frías (canto)

- César Scotta (piano y arreglos)

- Mario Lischtenstein (guitarra y voz)

- Ulises Casanovas (bombo)

- Hugo Muñoz (flauta travesera)

- Pepe Talavera (canto)

- Víctor Valda (contrabajo)

También durante su vida artística actuó junto a Pedro Flores, Jesús Mansilla, Ronald Montero, Tico Arteaga, Chacho Candia y muchos otros.
Fuente: "Libro de Oro de los Intérpretes de la Música Cruceña" - Autores: Armando Terceros Rojas Alex & Parada Serrano

## Otras participaciones
Participó en la novela "La virgen de las 7 Calles", haciendo el fondo musical, con el acompañamiento de Pablo Orellana en el sintetizador, que le valió merecedor a un diploma de honor otorgado por Safipro.